# Ján Vlasko
Ján Vlasko (Bajmóc, 1990. január 11. –) szlovák labdarúgó, utánpótlás–válogatott, a Spartak Trnava játékosa.

## Pályafutása

### Klubcsapatokban
Vlasko a Slovan Liberec csapatában mutatkozott be. A 2017-18-as szezonban a Spartak Trnava játékosaként szlovák bajnoki címet nyert. 2018 augusztusában a magyar élvonalbeli Puskás Akadémia labdarúgója lett. 2020 nyarán visszatért a Spartak Trnava klubjához.

### Válogatottban
2011-ben két alkalommal szerepelt a szlovák szlovák U21-es válogatottban.

## Sikerei, díjai
Spartak Trnava:
- Szlovák labdarúgó-bajnokság: 2017–18